# Un monstre à mille têtes
Pour plus de détails, voir Fiche technique et Distribution.
Un monstre à mille têtes (Un monstruo de mil cabezas) est un film mexicain réalisé par Rodrigo Plá, sorti en 2015. Il est présenté à la Mostra de Venise 2015 dans la section Orizzonti.

## Synopsis
La compagnie d'assurances refusant le traitement dont son mari a besoin, Sonia Bonet décide de rencontrer certains membres de celle-ci.

## Fiche technique
- Titre original : Un monstruo de mil cabezas
- Titre français : Un monstre à mille têtes
- Réalisation : Rodrigo Plá
- Scénario : Laura Santullo
- Pays d'origine : Mexique
- Format : Couleurs - 35 mm - 2,35:1
- Genre : drame, thriller
- Durée : 74 minutes
- Date de sortie :
  - 2 septembre 2015 :  Italie (Mostra de Venise 2015, section Orizzonti)
  - 30 mars 2016 :  France

## Distribution
- Jana Raluy : Sonia Bonet
- Sebastián Aguirre :
- Hugo Albores : docteur Villalba
- Emilio Echevarría :
- Úrsula Pruneda :
- Daniel Giménez Cacho :

## Autour du film
- C'est le documentaire The Corporation qui a donné l'idée à Rodrigo Pia d'écrire sur ce sujet[1].

## Accueil critique
Pour Jacques Mandelbaum du Monde, Un monstre à mille têtes de Rodrigo Plá « est le meilleur qu'il ait donné. Un parti pris esthétique très fort, presque conceptuel, un sujet universel, une rage qui fait mouche, une touche d’humour noir font la différence. [...] le monde qu'il dépeint depuis une dizaine d’années dans ses longs-métrages (depuis La Zona jusqu’à La demora) n'est pas très beau à voir. ».
Pour Serge Kaganski des Inrockuptibles, « Repéré pour La Zona, propriété privée, Rodrigo Plá mélange adroitement le thriller et le commentaire social, gagnant sur les deux tableaux : le polar est chargé de dynamite politique alors que la charge sociale est tendue comme un film d'action. Dans ce genre ultracodé, il parvient à inventer, travaillant le bord-cadre, le hors-champ, les encoignures de portes ou de couloirs, les sons in et off, créant de la tension et du suspense par le seul biais de la mise en scène – même s'il en fait parfois un peu trop dans le surcadrage ou le décadrage. Ce style parfois trop voyant passe parce que le film est sec, rapide, va à l’essentiel en 1 heure 14, et parce que Jana Raluy est remarquable en ménagère devenue guerrière. ».

## Box-office
- France : 19 372 entrées[4]